# Logudorès
El logudorès o logudorés (de Logudor, literalment lloc d'or, regió de Sardenya) és un dialecte del sard, parlat al nord de l'illa de Sardenya, i considerat el més pur, raó per la qual és emprat com a koiné, tot i que no és universalment acceptat. El parla el 33% dels sards, encara que molt atomitzat, ja que moltes viles tenen la seva pròpia variant local, i és usat com a koiné al nord de l'illa, així com a Nuoro i Ozieri.
Es caracteritza per la comparació del logudorès chentu /'kentu/ amb l'italià cento /'tʃento/, castellà ciento /θiento/ i el francès cent /sã/ (/θ/ i /s/ per /ts/).
Els orígens de la llengua han estat investigats per nombrosos autors com Eduardo Blasco Ferrer. S'ha comparat amb el campidanès, variant del sard parlada al sud de l'illa, i sembla que ambdues tenen arrels comunes però que experimentaren evolucions diferents, ja que el campidanès mantingué més relacions amb les llengües del Mediterrani meridional.
Algunes arrels, tanmateix, no estan encara desxifrades. Una d'elles és l'etimologia de "nur", e.g. el "Nuraghe" (antics monuments sards), i alguns antics noms de ciutats i llocs.
Potser el fet més interessant d'aquesta variant és que, malgrat l'agitada història de l'àrea, ha patit poca contaminació lingüística i pocs canvis. Un dels principals conreadors d'aquesta varietat ha estat Pietro Casu di Barchidda.